# Meja
Meja Anna Pernilla Kullersten, bedst kendt under kunstnernavnet Meja (født Anna Pernilla Torndahl; 12. februar 1969 i Nynäshamn, Sverige) er en svensk komponist og sangerinde. Hun er især kendt for singlerne "I'm Missing You","All 'Bout the Money" og duetten med Ricky Martin "Private Emotion". 
Hendes single "How Crazy are You?" er blandt andet blevet brugt til Xbox videospillet Dead or Alive Xtreme Beach Volleyball.